# Schwand (Schönsee)
Schwand ist ein Ortsteil der Stadt Schönsee im Oberpfälzer Landkreis Schwandorf in Bayern.

## Geographie
Die etwa 40 Gebäude, die zu Schwand gehören, liegen am Rande einer Hochfläche, deren höchste Erhebung der Stückberg mit 808,6 m ist, an der Straße SAD44. Schwand befindet sich in der Nähe der Hänge, die sich steil in die Täler der Ascha und der Murach hinab senken. Schönsee liegt rund drei Kilometer entfernt.

## Geschichte
Schwand bildete mit dem Nachbardorf Laub eine gemeinsame Gemeinde Schwand und Laub, die erstmals 1360 schriftlich als Swandte und Laube erwähnt wurde. Ihr letzter Bürgermeister war von 1945 bis zur Eingemeindung nach Schönsee am 1. Januar 1972 Josef Ebnet (1897–1978, Hausname: Koundl).

## Kultur und Sehenswürdigkeiten

### Bauwerke
Am südwestlichen Ende des Dorfes befindet sich eine Kapelle.

### Sport
Im Winter wird auf den Wiesen, die Schwand bis hinunter nach Schönsee umgeben, eine 5 km lange Langlaufloipe gespurt.

## Bilder

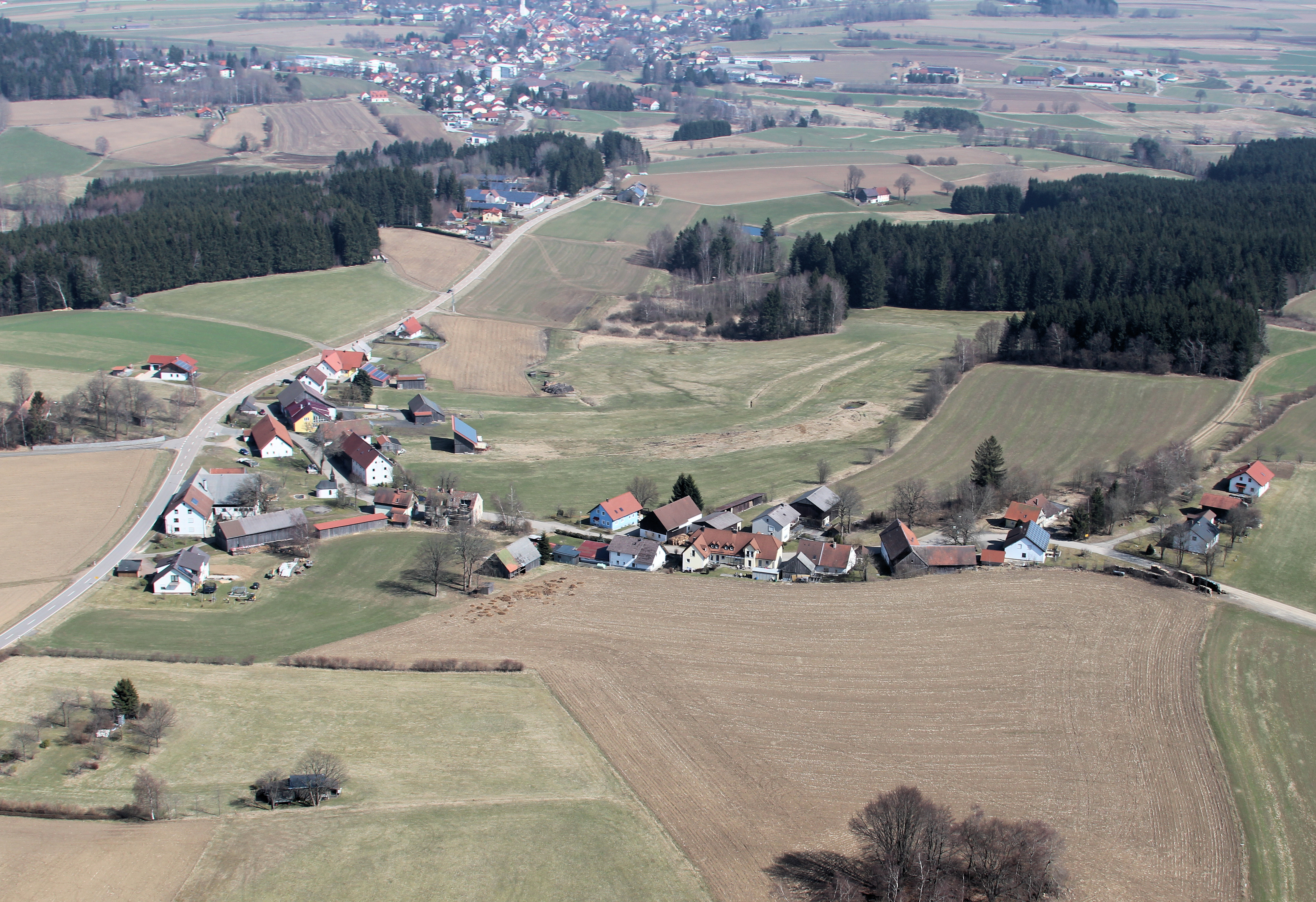
Schwand (2018)
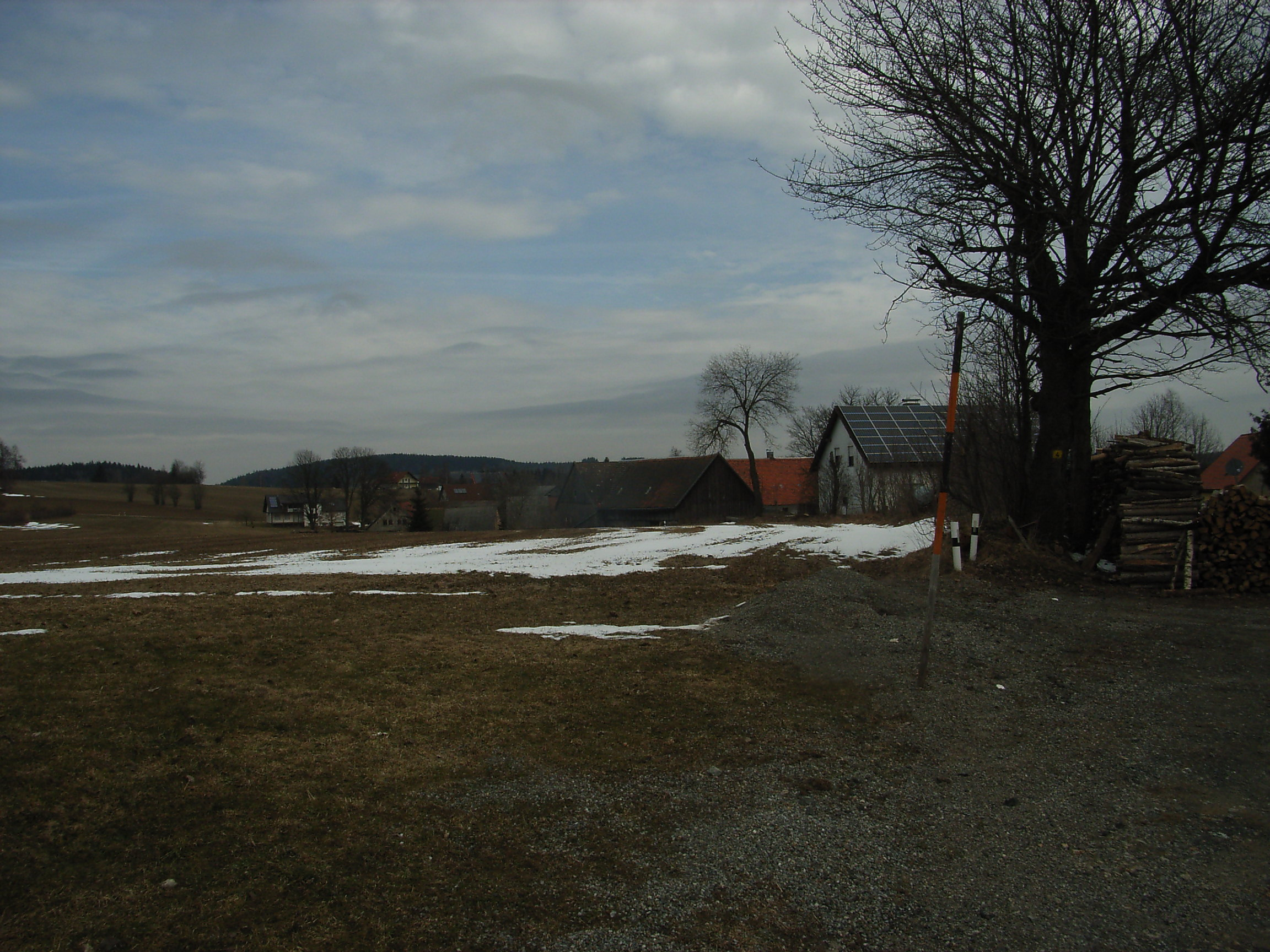
Schwand
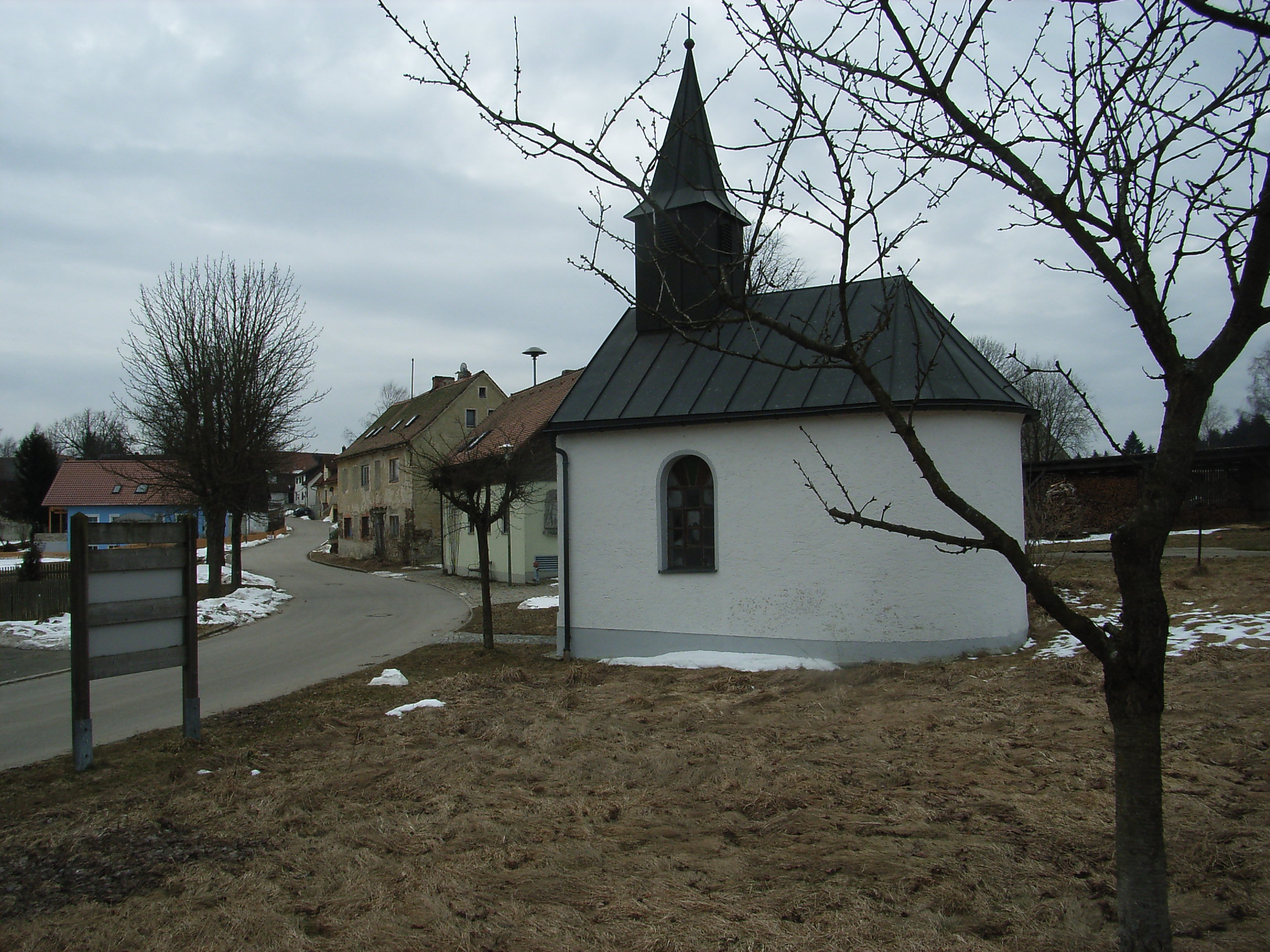
Kapelle in Schwand
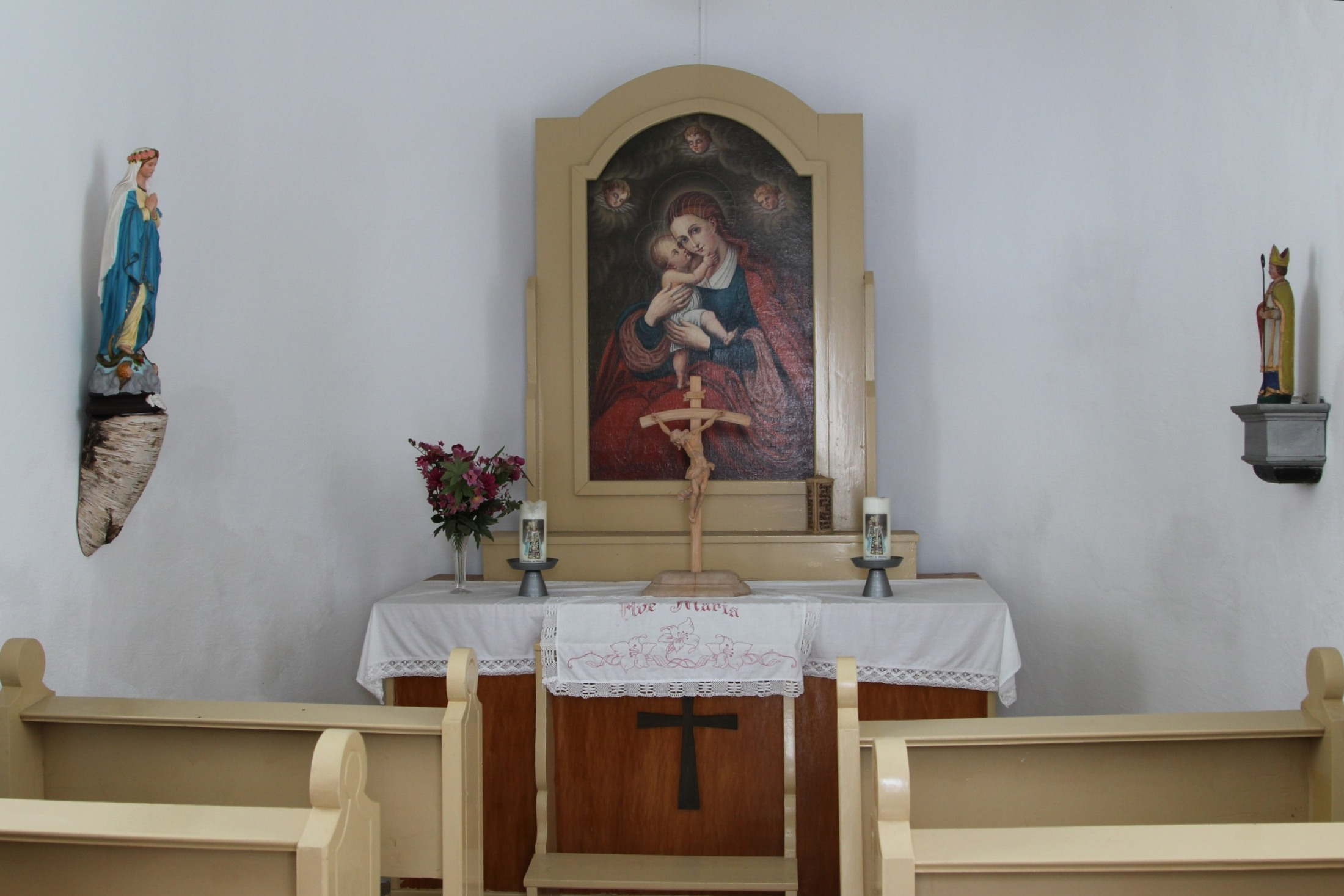
Kapelle
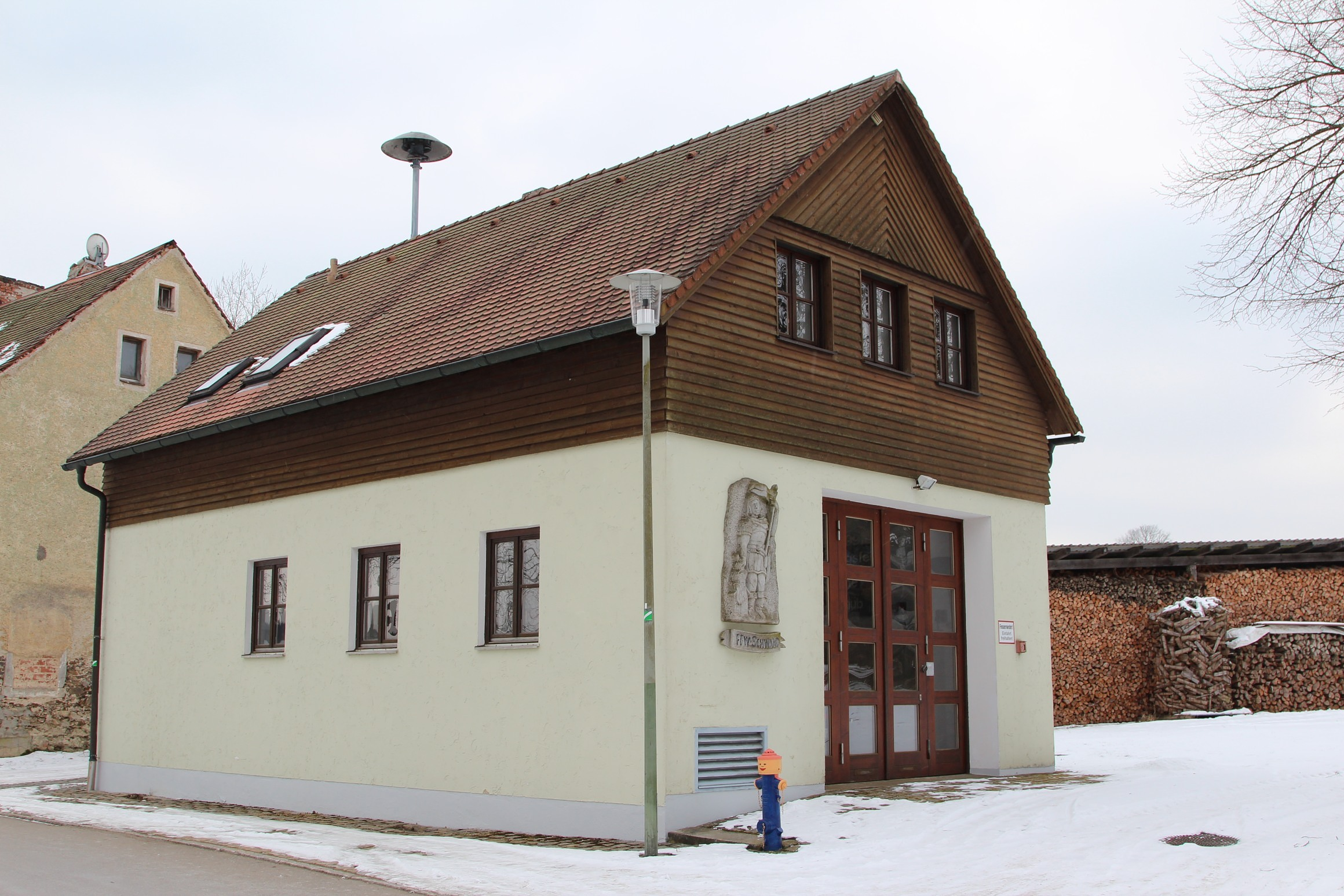
Feuerwehrhaus (2017)